# 分道航行制
分道航行制(Traffic Separation Scheme or TSS)是由国际海事组织(International Maritime Organization，简称IMO)制定的海上交通管理系统。分道航行制的具体条文及施行方法，位于国际海上避碰规则公约A部第十条。
当前实施分道航行制的地区有香港、蓝塘海峡和东博寮海峡等。